# Tim Burgess
Tim Burgess (* 30. Mai 1967 in Salford, Manchester, England) ist ein britischer Musiker, bekannt vor allem als Leadsänger von The Charlatans.

## Leben und Wirken
Burgess war in den 1980er-Jahren in verschiedenen lokalen Bands als Sänger und Gitarrist tätig, zuletzt bei den Electric Crayons. 1989 wechselte Burgess zu den Charlatans, eine der erfolgreichsten britischen Musikgruppen der 1990er-Jahre. Er ist bis heute der Leadsänger der Gruppe.
2003 veröffentlichte Burgess, der seit einigen Jahren in Los Angeles, USA lebt, sein erstes Solo-Album I Believe. Daneben hatte Burgess auch Gastauftritte bei Songs der Chemical Brothers (Life Is Sweet 1995, The Boxer 2005) und Saint Etienne (I Was Born on Christmas Day 1993). Zudem ist Burgess als DJ tätig.
Seit 2004 ist Burgess zudem Mitglied der Supergroup The Chavs, der neben ihm u. a. auch Carl Barât von den Dirty Pretty Things, Martin Duffy von Primal Scream und Andy Burrows von Razorlight angehören. Die Gruppe tritt in unregelmäßigen Abständen live auf, hat allerdings noch keine Tonträger veröffentlicht.

## Diskografie

### Alben
- I Believe (2003)
- Oh No I Love You (2012)
- I Love the New Sky (2020)

### Singles
- I Believe in the Spirit (2003)
- Only a Boy (2003)
- White (2012)
- The Doors of Then (2012)